# Posselsdorf
Posselsdorf ist eine Ortschaft und eine Katastralgemeinde der Gemeinde Pernegg im Bezirk Horn in Niederösterreich.

## Geschichte
Laut Adressbuch von Österreich waren im Jahr 1938 in der Ortsgemeinde Posselsdorf drei Gastwirte, ein Gemischtwarenhändler, ein Landesproduktehändler, eine Milchgenossenschaft und zahlreiche Landwirte ansässig. Außerhalb des Ortes gab es eine Ziegelei und eine Sandgrube mit Schottergewinnung.

## Siedlungsentwicklung
Zum Jahreswechsel 1979/1980 befanden sich in der Katastralgemeinde Posselsdorf insgesamt 51 Bauflächen mit 20.253 m² und 65 Gärten auf 63.641 m², 1989/1990 gab es 51 Bauflächen. 1999/2000 war die Zahl der Bauflächen auf 79 angewachsen und 2009/2010 bestanden 104 Gebäude auf 192 Bauflächen.

## Bodennutzung
Die Katastralgemeinde ist landwirtschaftlich geprägt. 267 Hektar wurden zum Jahreswechsel 1979/1980 landwirtschaftlich genutzt und 302 Hektar waren forstwirtschaftlich geführte Waldflächen. 1999/2000 wurde auf 269 Hektar Landwirtschaft betrieben und 299 Hektar waren als forstwirtschaftlich genutzte Flächen ausgewiesen. Ende 2018 waren 252 Hektar als landwirtschaftliche Flächen genutzt und Forstwirtschaft wurde auf 302 Hektar betrieben. Die durchschnittliche Bodenklimazahl von Posselsdorf beträgt 31,3 (Stand 2010).